# Ørslev (Ringsted Kommune)
Ørslev ist ein Ort auf der dänischen Insel Seeland. Er gehört zur Gemeinde Ringsted in der Region Sjælland und zählt 673 Einwohner (Stand 1. Januar 2023).

## Entwicklung der Einwohnerzahl
| Jahr             | Einwohner |
| ---------------- | --------- |
| 9. November 1970 | 532       |
| 1. Januar 1976   | 594       |
| 1. Januar 1981   | 590       |
| 1. Januar 1986   | 595       |
| 1. Januar 1990   | 572       |
| 1. Januar 1996   | 615       |
| 1. Januar 2000   | 663       |
| 1. Januar 2004   | 650       |
| 1. Januar 2008   | 671       |
| 1. Januar 2010   | 677       |

## Verwaltungszugehörigkeit
- bis 31. März 1970: Landgemeinde Ørslev, Sorø Amt
- 1. April 1970 bis 31. Dezember 2006: Ringsted Kommune, Vestsjællands Amt
- seit 1. Januar 2007: Ringsted Kommune, Region Sjælland